# Oxylamia basilewskyi
Oxylamia basilewskyi là một loài bọ cánh cứng trong họ Cerambycidae.